# Марко Поповић (фудбалер)
Марко Поповић (25. август 1982, Свилајнац) је српски фудбалер који игра на позицији везног играча. Поникао је у млађим категоријама ФК Црвена звезда, а наступао је за ФК Сопот, ФК Раднички из Свилајнца, Јединство из Уба, ФК Леотар, НК Марибор и израелски Ашдод.